# Народна радикална странка
Народна радикална странка била је прва политичка странка у Србији, основана 8. јануара 1881. године. На почетку свог деловања борила се за социјалистичко друштво, једнодомну скупштину, скупштинску контролу над буџетом, али је временом напуштала своје ставове и постајала све ближа режиму. Због тога се почетком 20. века из странке одвојила група чланова која је основала Самосталну радикалну странку ближу изворним принципима првобитне странке. Од оснивања Краљевине СХС, Народна радикална странка је постала заступник српске буржоазије.

## Историјат странке

### Предисторија
У Србији су право гласа и представнички систем први пут уведени Намесничким уставом 1869. У српској скупштини и даље нису постојале организоване политичке странке, већ су се групе у скупштини делиле на власт и опозицију. Две групе које су се бориле за власт биле су конзервативци окупљени око Илије Гарашанина и либерали окупљени око Јована Ристића. У другој половини 19. века, Србија је привредно неразвијена земља. 90% становништва се бавило пољопривредом, занатством 5-6%, а грађански слој је чинио 4-5% популације. Српска омладина се школовала у иностранству, где је долазила у додир са европским социјалистима.
Почетак стварања Народне радикалне странке везан је круг српске омладине окупљене око Светозара Марковића. Прваци ове групе 1871. године стварају политички програм у коме, између осталог, захтевају: промену Намесничког устава, слободу штампе, удруживања, јавног окупљања и политичке акције, независност судства, реформу школства и локалну самоуправу. Међутим конзервативци и либерали су остали једина два блока у скупштини све до уочи избора 1875. када су се у скупштини појавила и трећа струја оличена у Марковићевим следбеницима Адаму Богосављевићу и Милији Миловановићу. Због одбране локалних избора у Крагујевцу 1875. организују демонстрације познате под називом „Црвено барјаче“.

### Радикали у опозицији (1881—1888)
Народна радикална странка је званично настала 20. јануара 1881. године објављивањем њеног програма у листу „Самоуправа“. Програм потписује 38 посланика у скупштини, а још 38 га одобрава. У првом Програму поставља циљ: „Унутра народно благостање и слобода, споља ослобођење и уједињење осталих делова Српства“. Истиче се, даље, захтев за уставном реформом: за народни суверенитет кроз владавину парламента и опште право гласа, за децентрализацију власти, независно судство и праведно опорезивање. Тражи се и бесплатно и опште основно школовање, а да стајаћу војску замени народна. Радикали захтевају потпуну слободу штампе, слободу удруживања и јавног иступања, као и јемство за личну и имовинску сигурност. Радикална странка се на самом почетку дистанцирала од Марковићевог аграрног социјализма. Колективно власништво какво су замишљали руски социјалисти вероватно не би привукао српске сељаке, који су имали мала или осредња газдинства. Природни непријатељи српског сељаштва нису били земљопоседници који су већ били уклоњени током Српске револуције, већ нова класа градских зеленаша и чиновника.
Прва Главна скупштина Народне радикалне странке била је јула 1882. године на Илиној води у Крагујевцу. На њој је усвојен радикалски Програм, а за председника Главног одбора изабран је Никола Пашић. Њени оснивачи и потоњи прваци били су Аца Станојевић, Пера Велимировић, Јован Ђаја, Андра Николић, Стојан Протић, Димитрије Катић, поп Милан Ђурић, генерал Сава Грујић и други. Један од првих идеолога и организатора радикала био је новинар Пера Тодоровић, који је програм странке саобразио према програму француских радикала Леона Гамбете.
Радикали су имали утицајну штампу, а њихови листови, Самоуправа и Одјек, били су често забрањивани. Слободан Јовановић у „Влади Милана Обреновића“ истакао је да је радикалска штампа била агресивна у критици аутократског режима краља Милана.
Народна радикална странка након 1881. нагло повећава број својих чланова, а на изборима 1883. освојили су трећину од 130 места у скупштини, упркос репресији тадашње власти. Била је то прва политичка странка у Србији која је мобилизовала сељачке масе и локалну интелигенцији у унутрашњости Србије, привукавши их обећањима о локалној самоуправи, сузбијању бирократске самовоље, слободи збора и договора, смањењу пореза и других државних намета. У свом уставном нацрту из 1883. радикали су се залагали за ограничење улоге монарха чиме би он имао само симболичну улогу без икаквог утицаја на састав и рад владе. Сва власт би била сконцентрисана у Народној скупштини, а војска би била народна уз мало стајаћег кадра која би се могла мобилисати само одлуком Народне скупштине. Краљ Милан је радикале сматрао главном претњом по своју власт, па је за председника владе поставио Николу Христића. Радикали у скупштини су одбили да сарађују са Христићем, па је овај сазив скупштине распуштен.
Септембра 1883. године избила је Тимочка буна, узрокована наређењем краља Милана Обреновића и Христића да војска сељацима одузме приватно оружје. Краљ Милан оптужио је радикале да су чланком „Разоружање народне војске“ у листу Самоуправа подстакли сељаке да одбију предају оружја. Буна је у крви угушена након десет дана. На Краљевици, близу Зајечара, стрељан је двадесет и један побуњеник. Цео Главни одбор Народне радикалне странке је ухапшен, осим Николе Пашића и неколицине других радикала, који су пребегли у Бугарску. Неколико првака Народне радикалне странке, заједно са одсутним Пашићем осуђени су на смрт. Раздобље које је наступило било је период пораста ауторитета краљевске власти, која се, насупрот ослабљеним радикалима, ослањала на лојалну стајаћу војску, Напредну и Либералну странку, као и подршку Аустроугарске. Бруталност којом је угушена Тимочка буна је била показатељ снаге монархије и неопходности тражења компромиса. Краљ Милан је био чврсто решен да угуши радикализам у Србији и показивао је све већи отпор либерализацији земље и сву већу склоност ка личној власти. У одсуству страначких вођа, слабио је некадашњи револуционарни дух радикала и сазревала је свест о компромису са краљем Миланом. После извесног времена краљ Милан амнестира неке од осуђених радикала, који великих унутрашњих спорова постижу договор са краљем и долазе на власт 1887. Након амнестије, Никола Пашић и радикали су напустили и последње Марковићеве идеје и усвојили буржоаску политику и национализам као своје главне идеологије.

### Радикалски устав и долазак на власт (1888—1901)
Упркос притисцима и расулу насталом након Тимочке буне, Народна радикална странка успева да консолидује своје редове и да оствари доношење Устава из 1888. године. „Радикалски устав“ у највећем делу испунио је захтеве које је у Програму поставила Народна радикална странка. Њиме је, иако уз извесна ограничења, уведена парламентарна владавина, загарантована су права и слободе грађана и уведена локална самоуправа. По доношењу краљ Милан је абдицирао и престо препустио свом малолетном сину Александру, уместо кога је владало друго намесништво. Време другог намесништва је било једини период за време Обреновића у коме се монарх суздржавао од политичких активности, што је омогућило увођење парламентарног и власт донело Народној радикалној странци, као најјачој у Србији. Иако је моћ радикала и даље почивала на сељаштву, њено вођство политичари из средње класе и интелектуалци.Међутим, већ 1892. Намесништво је поверило мањинским либералима да образују владу, а краљевић Александар је следеће године извршио државни удар којим је себе прогласио пунолетним.
Незадовољан радикалима, краљ Александар је позвао краља Милана, који се у Србију вратио јануара 1894. У знак протеста радикали су поднели оставку владе. Нов кабинет формирали су напредњаци и либерали на челу са Ђорђем Симићем. Међутим, на првом гласању скупштина, чију су већину чинили радикали није дала поверење новој влади. Краљ Александар је 9. маја извршио нови државни удар и вратио на снагу Намеснички устав. После неуспелог Ивањданског атентата на бившег краља Милана, за који су без доказа оптужени радикали, страначки прваци на челу са Пашићем нашли су се на оптуженичкој клупи. Под претњом да буде осуђен на смрт, Пашић је суду оптужио сопствену странку оптужи за бунтовнички рад и изјави да је због тога треба распустити, што му је донело помиловање, али због чега је изгубио и ауторитет међу члановима странке.

### Од Октроисаног устава до Мајског преврата (1901—1903)
Смрт бившег краља Милана поново је на дневни ред ставила измену устава. Русија је вршила притисак на краља Александра да постигне компромис са радикалима. Резултат компромиса је био нови октроисани устав и договор радикала са делом напредњака о стварању заједничке владе („фузија”). По новом Србија је имала дводомни парламент са Народном скупштином и Сенатом, док су права краља била ојачана. Заједничка влада са напредњацима и пристајање на дводомни парламент донели су крај јединству Народне радикалне странке. Из Народне радикалне странке издваја се млађе крило радикала. Иако су од склапања фузије па до краја 1904. године формално били једна странка, радикали су били подељени у две фракције.
Након Мајског преврата 1903. године Народна скупштина Србије враћа на снагу Устав из 1888. године са изменама — укида се Сенат и уводи једнодомно народно представништво.

### Раскол и настанак самосталаца
После неуспелог помирења са старијим радикалима Николе Пашића, млађи радикали су 1905. образовали своју странку под именом Самостална радикална странка чији су председници били Љубомир Стојановић и Љубомир Давидовић, а из које ће после Првог светског рата настати Демократска странка.

### До уједињења 1918.
Србија је у свом 'Златном добу' (1903–1914), постала парламентарна и уставна монархија. Радикали Николе Пашића образовали су више влада које су, упркос великим изазовима у спољној политици (завереничко питање, царински рат с Аустроугарском, анексија Босне и Херцеговине), започели опсежне демократске реформе које су и довеле до великих победа у балканским ратовима (1912–1913).
Радикалска влада са Николом Пашићем на челу водила је Србију и у веома тешким околностима током Првог светског рата.

### Од уједињења до Шестојануарског режима (1918—1929)
По страначком споразуму први председник владе Краљевине СХС је требало да буде Никола Пашић, али је регент Александар мандат дао Протићу да би ослабио Пашићев положај, а Пашића послао као делегата на Париску мировну конференцију. У странци је дошло до раскола око питања државног уређења Краљевине СХС и страначким схватањем националних интереса српске буржоазије. Због Протићевог нацрта устава, у коме је предвиђено образовање самоуправних области, углавном у историјским границама, дошло је до сукоба Пашића и Протића. Пашић је однео победу, а Протић је напустио странку. Радикали су заједно са Демократском странком и странкама Словенаца, муслимана и националних мањина изгласала централистички Видовдански устав.
У Краљевини Срба, Хрвата и Словенаца Народна радикална странка наставља владавину у коалицијама са другим странкама. Све до своје смрти Пашић је водио борбу да очува контролу на све више издељенијој Радикалној странци. У време Пашићевог подношења оставке и именовања Никола Узуновића за премијера, у Радикалној странци су се појавиле три струје: струја Љубомира Јовановића која је помагала краљу Александру у истеривању Пашића, средња струја Николе Узуновића и Пашићева струја. Пашићева струја је била привремено успешна тако што је успела да искључи Јовановића из Главног одбора. Међутим, временом су анти-Пашићеве струје блиске краљу Александру превладале.
Након Пашићеве смрти 1926. године, за председника Главног одбора Народне радикалне странке изабран је Аца Станојевић. После Пашићеве смрти, ниједан радикалски политичар није могао да упореди са његовим ауторитетом. Образовањем владе Вукићевић-Маринковић, радикали су се поделили на две групе, у групу око Велимира Вукићевића коју је подржавала краља и ону око Главног одбора и Аце Станојевића која је била за парламентаризам. Иако су пашићевци подржавали Вукићевића у његовој броби са Узуновићевим центрумашима, они су убрзо постали његови највећи противници.
Након увођења Шестојануарске диктатуре краља Александра 1929. године, НРС била је забрањена. Део радикала учествује у владама под новим Уставом од 1931, док Главни одбор окупљен око Аце Станојевића захтева укидање краљевске диктатуре и враћање парламентаризма и локалне самоуправе.

### Настанак ЈРЗ
Августа 1935. године Народна радикална странка, Југословенска муслиманска организација и Словенска људска странка уједињују се у Југословенску радикалну заједницу, са Миланом Стојадиновићем на челу. Главни одбор НРС убрзо се разилази са Стојадиновићем, тадашњим председником владе, и прелази у опозицију. Аца Станојевић је пријавио странку у новембру 1939.

### Распуштање, забрана и рад у емиграцији
Током Другог светског рата радикали су били подељени у више фракција — уз покрет Драже Михаиловића, уз владу Милана Недића, као и уз владу у емиграцији. Након Другог светског рата дошло је до ликвидације свих странака, осим Комунистичке партије Југославије и накратко Демократске странке Милана Грола, па тиме и до укидања Радикалне странке.
У Паризу је 1952. године основан Радни одбор НРС у егзилу, који је проширен одборима за САД, Аргентину, Француску и Балканске земље. Основана су и повереништва за Велику Британију, Немачку, Шпанију, северну Африку и акциони одбор за Аустралију. У Паризу С. Тривунац покреће лист „Радикал“. Радикали у емиграцији деловали су и кроз разне политичке и културне организације, али нису имали већи утицај у Србији.

### Обнова 1990. године
Народна радикална странка је обновљена 1990. године. За њеног првог председника је изабран угледни адвокат Вељко Губерина. Међу члановима су били Томислав Николић, Маја Гојковић, Оливер Новаковић, Слободан Турлаков...
Пошто је на првим парламентарним изборима 1990. године, странка освојила свега 63.041 глас, односно 1,25%, дошло је до страначког раскола. На састанку Главног одбора у Београду, дошло је до сукоба између Губерине и Томислава Николића, који је предводио крагујевачке радикале. Иако је Губерина напустио састанак са својим присталицама, Николић је повео своје присталице и они су у Крагујевцу 23. фебруара 1991. године основали Српску радикалну странку и за њеног председника изабрали проф. др Војислава Шешеља.
Након одласка великог дела чланова предвођених Томиславом Николићем, странка је знатно ослабила свој рејтинг и на изборима није прешла цензус. Вељко Губерина услед изборног пораза подноси оставку на место председника и повлачи се из политике, странка га је потом изабрала за почасног председника. Данас НРС-а предводи Лазаревчанин Милан Јовановић, а странка једино у Неготину има своје одборнике. Године 2010. након доношења новог закона о политичким странкама у Републици Србији, бива брисана из регистра политичких странака. Данас НРС делује под именом Народни радикални сабор, као политичка организација.

## Истакнути чланови
- Никола Пашић, оснивач и први председник, у пет мандата председник Министарског савета Краљевине Србије и три пута Министарског савета Краљевине Срба, Хрвата и Словенаца
- Аца Станојевић, други председник странке
- Јован Ђаја, министар унутрашњих дела (1891–1892)
- Андра Николић, председник Народне скупштине Краљевине Србије (1909–1916)
- Петар Велимировић, председник Министарског савета Краљевине Србије (1902)
- Коста Таушановић, министар унутрашњих дела (1889–1890) и министар народне привреде (1890–1891)
- др Лазар Пачу, лекар, министар финансија
- др Милован Миловановић, министар иностраних дела и председник Министарског савета Краљевине Србије (1911–1912), творац Балканског савеза
- Марко Трифковић, адвокат, министар унутрашњих дела (1918) и председник Народне скупштине Краљевине СХС (1920)
- Љубомир Јовановић, академик, секретар Српске књижевне задруге, професор Универзитета у Београду, министар унутрашњих дела, министар просвете
- Велисав Вуловић, градоначелник Београда (1908–1909), министар грађевина (1909–1911), министар саобраћаја (1918), министар грађевина (1919–1920)
- др Михаило Вујић, академик, професор Велике школе, председник Министарског савета Краљевине Србије (1901–1902)
- Љубомир Давидовић, председник Министарског савета Краљевине Срба, Хрвата и Словенаца (1919–1920 и 1924)
- Љубомир Стојановић, академик, професор Велике школе
- Стојан Протић, први председник Министарског савета Краљевства Срба, Хрвата и Словенаца
- Никола Узуновић, председник Министарског савета Краљевине Срба, Хрвата и Словенаца (1926–1927) и Краљевине Југославије (1934)
- Божидар Максимовић, министар унутрашњих дела (1924–1927), просвете (1929–1932), правде (1932), без портфеља (1932), опет министар правде (1932–1934) и опет министар просвете (1939–1940)
- Милорад Вујичић, министра унутрашњих дела (1922–1924), министар грађевина (1926), министар вера (1926–1927), министар поште и телеграфа (1927). министар (1928–1929)
- др Милан Стојадиновић, професор Правног факултета Универзитета у Београду, председник Министарског савета Краљевине Југославије (1935–1939)
- Драгиша Цветковић, градоначелник Ниша, министар вера, председник Министарског савета Краљевине Југославије (1939–1941)
- др Александар Цинцар-Марковић, министар спољних послова Краљевине Југославије (1939–1941)
- др Момчило Нинчић, председник VII заседања Скупштине Друштва народа (1926–1927), министар спољних послова (1922–1924 и 1941–1943)
- Вића Радовановић, (1854-1929) дугогодишњи народни посланик Народне скупштине Краљевине Србије,истакнути радикалски првак и члан главног одбора странке,публициста,агроном,добитник ордена Светог Саве 1925. године.